# Vadalur
Vadalur é uma panchayat (vila) no distrito de Cuddalore, no estado indiano de Tamil Nadu.

## Demografia
Segundo o censo de 2001, Vadalur tinha uma população de 25,902 habitantes. Os indivíduos do sexo masculino constituem 51% da população e os do sexo feminino 49%. Vadalur tem uma taxa de literacia de 70%, superior à média nacional de 59.5%: a literacia no sexo masculino é de 78% e no sexo feminino é de 61%. Em Vadalur, 11% da população está abaixo dos 6 anos de idade.